# Équipe d'Afrique du Sud de rugby à XV à la Coupe du monde 2019
L'équipe d'Afrique du Sud de rugby à XV participe à la Coupe du monde en 2019, pour la septième fois en neuf éditions. À cette occasion, les Springboks remportèrent leur troisième titre mondial après 1995 et 2007, à la suite d'une victoire en finale contre l'Angleterre (32-12), égalant le record des All Blacks néo-zélandais.

## Préparation de l'évènement

### The Rugby Championship
L'Afrique du Sud participe au Rugby Championship dont elle sort vainqueur, invaincue sur 3 matchs, avec deux victoires bonifiées et un match nul contre les All Blacks, champions du monde en titre.
| 20 juillet | Ellis Park Stadium, Johannesbourg | Afrique du Sud | 35 – 17 | Australie |

| 27 juillet | Westpac Stadium, Wellington | Nouvelle-Zélande | 16 – 16 | Afrique du Sud |

| 11 août | Estadio Padre Ernesto Martearena, Salta | Argentine | 13 - 46 | Afrique du Sud |

| Rang | Nation               | J | V | N | D | Bo | Bd | Pm | Pe | Diff | Pts |
| ---- | -------------------- | - | - | - | - | -- | -- | -- | -- | ---- | --- |
| 1    | Afrique du Sud       | 3 | 2 | 1 | 0 | 2  | 0  | 97 | 46 | +51  | 12  |
| 2    | Australie            | 3 | 2 | 0 | 1 | 0  | 0  | 80 | 71 | +9   | 8   |
| 3    | Nouvelle-Zélande (T) | 3 | 1 | 1 | 1 | 0  | 0  | 62 | 79 | -17  | 6   |
| 4    | Argentine            | 3 | 0 | 0 | 3 | 0  | 2  | 39 | 82 | -43  | 2   |

|  | Vainqueur de la compétition |
|  | T : tenant du titre 2018    |

### Matchs de préparation
En plus de ses trois matchs de Rugby Championship, l'équipe d'Afrique du Sud effectue également deux test matchs contre l'Argentine puis le Japon, l'équipe contre laquelle les Boks avaient subi une défaite retentissante lors de la précédente Coupe du monde.
| No | Date             | Lieu                                             | Match                      | Score   | Compétition |
| -- | ---------------- | ------------------------------------------------ | -------------------------- | ------- | ----------- |
| 1  | 17 août 2019     | Loftus Versfeld Stadium, Pretoria Afrique du Sud | Afrique du Sud – Argentine | 24 – 18 | Test match  |
| 2  | 6 septembre 2019 | Kumagaya, Japon                                  | Japon – Afrique du Sud     | 7 – 41  | Test match  |

## Joueurs sélectionnés

### Groupe sélectionné pour la préparation
Un premier groupe de joueurs est nommé par Rassie Erasmus pour jouer en Rugby Championship.

| Entraîneur | Entraîneur             | Johan Erasmus                                                                                                 |
| Avants     | Pilier                 | Thomas du Toit, Lizo Gqoboka, Steven Kitshoff, Vincent Koch, Frans Malherbe, Tendai Mtawarira, Trevor Nyakane |
| Avants     | Talonneur              | Schalk Brits, Malcolm Marx, Bongi Mbonambi                                                                    |
| Avants     | Deuxième ligne         | Lood de Jager, Pieter-Steph du Toit, Eben Etzebeth, Franco Mostert, Marvin Orie, RG Snyman                    |
| Avants     | Troisième ligne aile   | Marcell Coetzee, Rynhardt Elstadt, Siya Kolisi (cap.), Francois Louw, Kwagga Smith, Marco van Staden          |
| Avants     | Troisième ligne centre | Duane Vermeulen                                                                                               |
| Arrières   | Demi de mêlée          | Faf de Klerk, Herschel Jantjies, Cobus Reinach                                                                |
| Arrières   | Demi d'ouverture       | Elton Jantjies, Handré Pollard                                                                                |
| Arrières   | Centre                 | Lukhanyo Am, Damian de Allende, André Esterhuizen, Jesse Kriel, François Steyn                                |
| Arrières   | Ailier                 | Aphiwe Dyantyi, Cheslin Kolbe, Dillyn Leyds, Makazole Mapimpi, S'busiso Nkosi                                 |
| Arrières   | Arrière                | Warrick Gelant, Willie le Roux                                                                                |

### Liste définitive
Les joueurs cités ci-dessous ont été sélectionnés par Rassie Erasmus, le sélectionneur des Springboks pour la Coupe du monde de rugby à XV 2019. Le 23 septembre, le pilier Trevor Nyakane, touché au mollet lors du match contre la Nouvelle-Zélande, est remplacé par Thomas du Toit. Les joueurs évoluant à l'étranger sont sélectionnables en équipe nationale.
Le 1er Octobre Jessie Kriel est également remplacé par Damian Willemse sur blessure, à la suite du match d'ouverture.
Le nombre de sélections et de points inscrits a été mis à jour le 28 juillet 2019.

#### Les avants
| Nom                  | Poste           | Naissance  | Sélections (points marqués) | Super Rugby | Club             | Année 1re sélection | In |
| Schalk Brits         | Talonneur       | 16/05/1981 | 12 (5)                      | Bulls       | Blue Bulls       | 2008                |    |
| Malcolm Marx         | Talonneur       | 13/07/1994 | 25 (20)                     | Lions       | Golden Lions     | 2016                |    |
| Bongi Mbonambi       | Talonneur       | 07/01/1991 | 28 (20)                     | Stormers    | Western Province | 2016                |    |
| Thomas du Toit       | Pilier          | 05/05/1995 | 10 (0)                      | Sharks      | Natal Sharks     | 2018                |    |
| Steven Kitshoff      | Pilier          | 10/02/1992 | 38 (5)                      | Stormers    | Western Province | 2016                |    |
| Vincent Koch         | Pilier          | 13/03/1990 | 14 (0)                      | -           | Saracens         | 2015                |    |
| Frans Malherbe       | Pilier          | 14/03/1991 | 31 (0)                      | Stormers    | Western Province | 2013                |    |
| Tendai Mtawarira     | Pilier          | 01/08/1985 | 110 (10)                    | Sharks      | Natal Sharks     | 2008                |    |
| Trevor Nyakane       | Pilier          | 04/05/1989 | 40 (5)                      | Bulls       | Blue Bulls       | 2013                |    |
| Lood de Jager        | 2e ligne        | 17/12/1992 | 39 (25)                     | Bulls       | Blue Bulls       | 2014                |    |
| Eben Etzebeth        | 2e ligne        | 29/10/1991 | 78 (15)                     | Stormers    | RC Toulon        | 2012                |    |
| Franco Mostert       | 2e ligne        | 27/11/1990 | 31 (5)                      | -           | Gloucester Rugby | 2016                |    |
| RG Snyman            | 2e ligne        | 29/01/1995 | 14 (0)                      | Bulls       | Honda Heat       | 2018                |    |
| Pieter-Steph du Toit | 3e ligne aile   | 20/08/1992 | 49 (20)                     | Stormers    | Western Province | 2013                |    |
| Siya Kolisi          | 3e ligne aile   | 16/06/1991 | 41 (25)                     | Stormers    | Western Province | 2013                |    |
| Francois Louw        | 3e ligne aile   | 15/06/1985 | 68 (45)                     | -           | Bath Rugby       | 2010                |    |
| Kwagga Smith         | 3e ligne aile   | 11/06/1993 | 4 (0)                       | Lions       | Yamaha Jubilo    | 2018                |    |
| Duane Vermeulen      | 3e ligne centre | 03/07/1986 | 48 (15)                     | Bulls       | Kubota Spears    | 2012                |    |

#### Les arrières
| Nom               | Poste            | Naissance  | Sélections (points marqués) | Super Rugby | Club               | Année 1re sélection | In |
| Faf de Klerk      | Demi de mêlée    | 19/10/1991 | 23 (15)                     | -           | Sale Sharks        | 2016                |    |
| Herschel Jantjies | Demi de mêlée    | 22/04/1996 | 3 (15)                      | Stormers    | Western Province   | 2019                |    |
| Cobus Reinach     | Demi de mêlée    | 07/02/1990 | 11 (15)                     | -           | Northampton Saints | 2014                |    |
| Elton Jantjies    | Demi d'ouverture | 01/08/1990 | 34 (239)                    | Lions       | Golden Lions       | 2012                |    |
| Handré Pollard    | Demi d'ouverture | 11/03/1994 | 41 (381)                    | Bulls       | Montpellier        | 2014                |    |
| Lukhanyo Am       | 3/4 centre       | 28/11/1993 | 8 (5)                       | Sharks      | Natal Sharks       | 2017                |    |
| Damian de Allende | 3/4 centre       | 25/11/1991 | 39 (20)                     | Stormers    | Western Province   | 2014                |    |
| Jesse Kriel       | 3/4 centre       | 15/02/1994 | 43 (60)                     | Bulls       | Blue Bulls         | 2015                |    |
| François Steyn    | 3/4 centre       | 14/05/1987 | 59 (132)                    | -           | Montpellier        | 2006                |    |
| Cheslin Kolbe     | 3/4 aile         | 28/10/1993 | 9 (15)                      | -           | Stade toulousain   | 2018                |    |
| Makazole Mapimpi  | 3/4 aile         | 26/07/1990 | 7 (25)                      | Sharks      | Natal Sharks       | 2018                |    |
| S'busiso Nkosi    | 3/4 aile         | 21/01/1996 | 8 (35)                      | Sharks      | Natal Sharks       | 2018                |    |
| Warrick Gelant    | Arrière          | 20/05/1995 | 6 (5)                       | Bulls       | Blue Bulls         | 2017                |    |
| Damian Willemse   | Arrière          | 07/05/1998 | 5 (0)                       | Stormers    | Saracens           | 2018                |    |
| Willie le Roux    | Arrière          | 18/08/1989 | 55 (60)                     | -           | Wasps              | 2013                |    |